# Xenorhinos halli
Xenorhinos halli — вид викопних кажанів родини Hipposideridae. Мешкав у міоцені (23-16 млн років тому) на території Австралії. Голотип (під номером QM F22918) складається з кісток черепа, що були знайдені у пластах формації Bitesantennary Site.